# Sid Meier’s Colonization
Sid Meier’s Colonization ist ein Computerspiel von Brian Reynolds und Sid Meier, das im Jahr 1994 von MicroProse veröffentlicht wurde. Es handelt sich um ein rundenbasiertes Strategiespiel, das die Besiedlung und Unterwerfung des amerikanischen Kontinents durch europäische Einwanderer thematisiert. Ursprünglich wurde das Spiel für MS-DOS entwickelt. Später wurde es für Windows, Amiga (1995) und Mac OS (1995) umgesetzt.
Das Spielprinzip ähnelt stark dem ebenfalls von Sid Meier entwickelten Spiel Civilization. Allerdings wird nicht eine Zivilisation durch die Jahrhunderte begleitet, sondern ein Kolonialreich errichtet. Dabei konkurrieren vier europäische Mächte in der „Neuen Welt“: England, Spanien, Frankreich und Holland. Der Spieler verkörpert den Gouverneur des Kolonialreichs und muss die Kolonie aufbauen, gegen die anderen europäischen Mächte und indigene Völker verteidigen sowie am Ende einen Unabhängigkeitskrieg gegen das Vaterland führen. Im Gegensatz zu Civilization legt Colonization ein größeres Gewicht auf Produktion und Handel, denn es gibt keine Forschung.
2008 erschien unter dem Titel Sid Meier’s Civilization IV: Colonization eine überarbeitete Neuauflage des Originaltitels auf der technischen Basis von Civilization IV.

## Spielablauf

### Zeitlicher Ablauf
Das Spiel wird auf der Basis von Spielrunden durchgeführt, wobei zunächst der Spieler seine Charaktere bewegen kann, anschließend der Computer (andere Europäer und Indianer). Eine Spielrunde entspricht dabei zunächst einem Kalenderjahr, ab 1600 gibt es zwei Spielrunden pro Jahr (Frühjahr und Herbst). Das Spiel beginnt 1492 (dem Jahr der Entdeckung Amerikas) und endet in der Regel mit dem erfolgreichen Unabhängigkeitskrieg. Die Unabhängigkeitserklärung muss spätestens 1799 erfolgen und der Unabhängigkeitskrieg bis 1849 gewonnen worden sein, ansonsten geht der Gouverneur in den Ruhestand.

### Voreinstellungen
Zu Beginn eines neuen Spieles kann der Spieler wählen, ob er eine zufällig generierte Karte oder den amerikanischen Kontinent besiedeln möchte. Nach der Wahl des Schwierigkeitsgrades muss sich der Spieler für eine der vier genannten Kolonialmächte entscheiden, von denen jede einen bestimmten Bonus erhält. So reisen für England wegen konfessioneller Konflikte mehr Einwanderer in die Kolonien, Frankreich hat ein freundschaftlicheres Verhältnis zu den Ureinwohnern, Spanien erhält einen Bonus im Kampf gegen die Indianer, und Holland profitiert von besseren Handelsbedingungen mit der Heimat und erhält zu Beginn ein größeres Handelsschiff.
Jede der vier Nationen beginnt das Spiel mit einem Pionier (zum Gründen der ersten Ansiedlung), einem Soldaten (zum Schutz derselben) und einem Schiff (zum Handeln mit der Heimat).

### Aufbau der Siedlungen und Wirtschaft
Durch die Gründung von Siedlungen ist es möglich, Rohstoffe abzubauen und gewinnbringend nach Europa zu verschiffen oder an die Ureinwohner zu verkaufen. Dadurch wird es möglich, in Europa Waren und Schiffe einzukaufen und neue Einwanderer zu rekrutieren. Die Waren lassen sich dabei in vier Gruppen einteilen: Rohstoffe (Holz, Eisenerz, Tabak, Baumwolle, Zucker, Felle, Pferde, Silber), Verarbeitete Waren (Werkzeuge, Musketen, Zigarren, Stoff, Rum, Mäntel), Nahrung (Fische, Getreide) und Werte (Hämmer, Kreuze, Freiheitsglocken). Dabei werden die Waren in Manufakturen verarbeitet, die der Spieler teilweise erst noch errichten muss. So kann ein Siedler in einem Pelzhandelsposten Mäntel aus Fellen herstellen und in einer Sägemühle Hämmer aus Holz.
Waren werden mit Schiffen aus den Kolonien nach Europa, zu den Ureinwohnern oder in andere Siedlungen verbracht, wo sie gegen Geld verkauft werden können. Später ist zudem der direkte Verkauf von Waren aus den Kolonien über Zollhäuser möglich. Mit verarbeiteten Waren lassen sich in Europa besonders gute Preise erzielen, wobei bei einem Überangebot die Preise rasch verfallen. Umgekehrt steigen die Preise von Waren an, werden diese vom Spieler in Europa erworben.
Beim Handel mit dem europäischen Mutterland werden Steuern fällig, die der jeweilige Herrscher des Landes im Laufe der Zeit zufällig anhebt. Hierbei hat der Spieler die Wahl, die Steuererhöhung zu akzeptieren, oder aber durch die Vernichtung einer gewissen Menge einer Ware in einer Kolonie (angelehnt an die Boston Tea Party) dagegen zu protestieren. Letzteres fördert zwar den Separatismus der Bevölkerung in den Kolonien, bewirkt aber auch einen staatlichen Boykott auf die jeweilige Ware, die damit vom Spieler in Europa nicht mehr gehandelt werden darf. Ein Boykott wird erst gegen eine Strafzahlung aufgehoben, oder aber durch den Beitritt von Jakob Fugger zum Nationalkongress. Trotz des Boykotts können über Zollhäuser direkt Waren nach Europa verkauft werden.

### Erkundung
Auf der Karte können Schiffe und speziell ausgebildete Späher das gesamte Land auskundschaften. Dabei treffen sie unter anderem auf Indianer, andere europäische Mächte und versunkene Städte. Der Kontakt mit der indianischen Urbevölkerung verläuft zunächst friedlich. Oft schenken einem die Indianer großzügig Waren und helfen einer Siedlung mit Getreide über den Winter. Mit dem Ausbau der Siedlungen wächst jedoch das Misstrauen und führt zu Konflikten. Durch Missionare können vereinzelt Indianer in die europäische Siedlung gelockt werden. Die europäischen Mächte konkurrieren um gute Siedlungsplätze und setzen ihre Interessen auch mit Waffengewalt durch. Dabei können auch Kriege vom europäischen Kontinent auf die Neue Welt übergreifen. Die versunkenen Städte enthalten oft wertvolle Schätze, die mit einer Galeone nach Europa transportiert werden müssen, aber auch Spuren alter Kolonien oder den legendären Jungbrunnen, der zahlreiche Siedler herbeilockt.

### Kampfsystem
Konflikte mit Dorfbewohnern und Bewohnern der Kolonien anderer europäischer Mächte werden mit Soldaten und Dragonern ausgetragen. Dazu müssen Siedler mit Musketen und Pferden ausgerüstet werden. Auch lässt sich aus Europa Artillerie zukaufen oder in ausgebauten Siedlungen produzieren. Das Kampfsystem ist dabei sehr simpel und basiert auf einer Verrechnung von Boni und Mali. Ein besiegter Dragoner verliert zunächst seine Pferde, dann seine Musketen und damit seine Kampffähigkeit. Eine Artillerie wird nach zwei Niederlagen vollständig zerstört.
Der Seekrieg verläuft ähnlich. Hier gibt es zwei Offensiveinheiten: die starke Fregatte und das schwächere Kaperschiff. Dieses hat jedoch den Vorteil, unter schwarzer Flagge zu segeln und andere Schiffe auszurauben, ohne sofort einen Krieg mit europäischen Mächten heraufzubeschwören. Ein zusätzlicher Aspekt des Seekrieges ist, dass die Ladung von besiegten Schiffen auf den Sieger übergeht. Das unterlegene Schiff wird nach dem Zufallsprinzip entweder nur beschädigt oder unwiederbringlich versenkt. Bei Beschädigung wird das Schiff automatisch in den nächstgelegenen Hafen mit Trockendock versetzt und repariert. Es kann dann wieder uneingeschränkt verwendet werden. Ist in der neuen Welt noch kein Trockendock vorhanden, wird das Schiff nach Europa versetzt.

### Siedler
Eine Besonderheit von Colonization ist das Konzept der unterschiedlichen Berufsfertigkeiten. Die Siedler können diese Fertigkeiten erlernen und zu Spezialisten werden. So kann ein Holzfäller die doppelte Menge Holz einschlagen, ein ausgebildeter Missionar doppelt so schnell Konvertiten aus den Dörfern locken. Eine besondere Rolle nehmen dabei Prediger und „Staatsmänner“ ein: Die ersten „produzieren“ Kreuze, um weitere Siedler aus Europa in die Neue Welt zu locken, die zweiten Freiheitsglocken, um das Selbstwertgefühl der Kolonie gegenüber dem König zu stärken.
Weitere besondere Figuren sind indianische Konvertiten, die besser Rohstoffe abbauen können als Europäer, aber nicht weitergebildet werden können, Verdingte Knechte (indentured servants) und Strafgefangene, die gezwungen wurden, in die Neue Welt zu reisen und deshalb weniger Waren produzieren. Sie können jedoch später zu freien Siedlern und zu Spezialisten aufsteigen.
Berufsfertigkeiten werden von befreundeten indianischen Stämmen vermittelt oder durch die Errichtung von Schulen und Universitäten, in denen ein Siedler der entsprechenden Profession als Lehrer beschäftigt ist. Seltener und zufällig eignen sich Siedler, die auf besonders ergiebigen Rohstofffeldern beschäftigt sind, zudem durch Erfahrung eine solche Fertigkeit an.

### Nationalkongress und Freiheitsgedanke
Ein wichtiges Spielelement ist die Rekrutierung von Gründervätern wie Adam Smith, Pocahontas oder Hernán Cortés für den sogenannten Nationalkongress. Wenn genügend Glocken produziert werden, treten diese Personen dem Kongress bei und schalten weitere Boni oder neue Features frei. So lassen sich etwa später Zollhäuser errichten, um den aufwendigen Warentransport nach Europa zu vereinfachen, oder es wird der Handel mit anderen Europäern ermöglicht. Zugleich wächst der Anteil der Söhne der Freiheit durch die Freiheitsglocken und macht die Warenproduktion effizienter. Der König kontert mit erhöhten Zöllen und einer Aufrüstung seiner Armee.

### Freiheitskampf
Um das Spiel zu gewinnen, muss schließlich die vollständige Unabhängigkeit vom Vaterland erreicht werden. Dazu muss mindestens die Hälfte der Koloniebewohner den Söhnen der Freiheit angehören. Es kann nun eine Revolution ausgerufen werden und die Kontinentalarmee muss gegen die gewaltige Armee des Heimatlandes bestehen. Dabei wird der Spieler in der Regel von den anderen europäischen Mächten und den Indianerstämmen unterstützt. Folgt der Sieg über das königliche Heer, kann anschließend die Unabhängigkeit auf allen Straßen gefeiert werden. Das Spiel endet mit einer Schlusssequenz. Je nach Leistung wird nach dem Spieler eine Straße, ein Krankenhaus, eine Fast-Food-Kette oder ein ganzer Kontinent benannt.

## Rezeption
Ungeachtet der Ähnlichkeiten zu Civilization sei auch Colonization wieder ein Geniestreich. Die Handhabung sei unproblematisch. PC und Amiga-Fassung unterschieden sich nicht wesentlich. Es sei deutlich weniger innovativ. Das Szenario sei bereits verbraucht. Positiv sei der Lerneffekt beim Spielen. Colonization sei spielerisch gut, aber grafisch unspektakulär und die Geräuschkulisse ordentlich. Es sei eine solide, hochmotivierende Fortführung des Spielprinzips von Civilization ohne Umwälzungen. Durch die generierten Szenarien verlängere sich die Spieldauer, wobei die Grundkonstellation immer gleich sei und die größte Variation die Spielweise bleibe. Es sei ein gekonntes Selbstplagiat seitens Sid Meiers.

## Kritik
Vereinzelt wurde kritisiert, dass in Colonization Kolonialverbrechen verharmlost werden, etwa das Niederbrennen indianischer Dörfer, Zwangsmissionierungen, die Verschleppung europäischer Strafgefangener und das Plündern von Kult- und Grabstätten. Vor allem das Ausrotten ganzer indianischer Stämme wird im gesamten Spiel nicht hinterfragt und erscheint als normales Spielelement, das bis auf einen geringen Punkteabzug in der Endwertung keine negativen Effekte hat. Auch die Rolle von Sklaverei bei der Erschließung Amerikas (siehe: Geschichte der Sklaverei in Nord- und Südamerika) wird vom Spiel komplett ausgespart. Allerdings besteht im Spiel durchaus die Möglichkeit, mit den Indianern friedlich zusammenzuleben, dieses Vorgehen ist aber schwieriger durchzuführen.

## Nachweise
1. 1 2  Thomas Morgen: Wir ziehen in die Kolonien. In: Aktueller Software Markt. November 1994, S. 18 (Textarchiv – Internet Archive).
2. 1 2  Manfred Duy: Colonization. In: Amiga Joker. September 1995, S. 32–33 (Textarchiv – Internet Archive).
3. 1 2  Joachim Nettelbeck: Colonization. In: PC Joker. November 1994, S. 16–17 (Textarchiv – Internet Archive).
4. 1 2  Heinrich Lenhardt: Colonization. In: PC Player. November 1994, S. 56–61 (Textarchiv – Internet Archive).
5. ↑  Rob Foreman: Sid Meier’s Colonization. In: gameology.org. 21. Juni 2006, archiviert vom Original (nicht mehr online verfügbar) am 1. Mai 2014; abgerufen am 5. November 2009 (englisch).
6. ↑  Esther MacCallum-Stewart, Justin Parsler: Controversies: Historicising the Computer Game. 2007, S. 207 (digra.org [PDF] 519 KiB).